# Mysteriet Edwin Drood
Mysteriet Edwin Drood är en oavslutad detektivroman av Charles Dickens. Charles Dickens dog med romanen i sin famn efter en högläsningsturné i England år 1870.
Eftersom Dickens dog halvvägs genom boken är det okänt vem som är Edwins mördare, men det tros vara John Jasper.

## Handling
Edwin Drood och Rosa Bud trolovades som barn av sina fäder. Båda blir föräldralösa, men växer upp tillsammans, medvetna om sin gemensamma framtid som man och hustru. Edwins förmyndare är hans farbror Jasper, som är körledare i Cloisterhamkatedralen, beroende av opium och hemligt kär i Rosa.

## Huvudpersoner
- Edwin Drood, föräldralös. Planerar att gifta sig med Rosa Bud och åka till Egypten, samt att arbeta som ingenjör för företaget där hans far varit delägare.
- Rosa Bud, föräldralös och Edwin Droods fästmö. Deras förlovning arrangerades av deras fäder.
- John Jasper, Edwin Droods farbror och förmyndare, Rosa Buds musiklärare. Älskar i hemlighet Rosa.
- Neville och Helena Landless, föräldralösa tvillingar. De är från Ceylon och i sin barndom blev de misskötta. Neville blir omedelbart förtjust i Rosa Bud. Helena och Rosa blir goda vänner.
- Pastor Septimus Crisparkle, präst i Cloisterhamkatedralen och Neville Landlesss mentor.
- Mr. (Hiram) Grewgious, en advokat i London och Rosa Buds förmyndare. Han var vän med hennes föräldrar.
- Mr. Bazzard, Mr Grewgious kontorist.

## Filmatiseringar
Hittills har fyra filmadaptationer och en tv-serie gjorts av Mysteriet Edwin Drood. De första två var stumfilmer från 1909 och 1914 och är svårtillgängliga för allmänheten. Efter dessa följde:
- 1935 - Mysteriet Edvin Drood, amerikansk film i regi av Stuart Walker, med Claude Rains, Douglass Montgomery, Heather Angel, Valerie Hobson och David Manners.
- 1993 - The Mystery of Edwin Drood, film med Robert Powell, Andrew Sachs, Freddie Jones, Glyn Houston och Gemma Craven.
- 2012 - The Mystery of Edwin Drood, TV-film med bland andra Matthew Rhys, Rory Kinnear, Alun Armstrong och Julia McKenzie.